# ベナンの副大統領
ベナンの副大統領（べなんのふくだいとうりょう、フランス語: Vice-président du Bénin）は、ベナンで国家元首に当たる大統領に次ぐ官職である。

## 概要
2019年、パトリス・タロンが2018年に廃止した首相に代わって、2019年に創設した。
2021年4月11日に2期目を開始させたパトリス・タロン大統領によって、マリアム・チャビ・タラタが初代の副大統領に任命された

## 歴代の副大統領一覧 (2018年–)
所属政党
      無所属 (1)
| 代数 | 氏名 (生没年)                    | 肖像 | 任期          | 任期 | 所属政党 | 備考     |
| ---- | -------------------------------- | ---- | ------------- | ---- | -------- | -------- |
| 1    | マリアム・チャビ・タラタ (1963–) |      | 2021年5月24日 | 現職 | 無所属   | 大学教授 |